# 木枯しの季節
『木枯しの季節』（こがらしのきせつ）は、1977年11月21日に発売された浜田省吾の4枚目のシングル。

## 概要
両面ともアルバム未収録である。B面の「独りぼっちのハイウェイ」に至ってはCD化すらされておらず、「火薬のように」と並んでレアな楽曲となっている。現在は配信で入手可能である。
A面のアレンジを担当した星勝は、当時井上陽水などを手掛ける大御所であったが、プロデューサーの鈴木幹治とモップス時代のメンバーという繋がりもあり、この起用が実現した。その後、現在に至るまで、星は数多くの浜田の作品を手掛けることになる。
B面は高中正義がアレンジを担当。浜田省吾に合うサウンドを求めて鈴木が試行錯誤を繰り返していた時期に依頼した。
浜田が高橋信彦（元愛奴のベーシスト）にマネージャーに就任してもらおうと依頼に行った際、新曲だったこの曲のテープを聴かせた。当時ポップス志向の強かった高橋は、この曲を聴いて「これならひょっとして成功するんじゃないか」と思い、マネージャー就任を承諾した。
1989年3月21日、過去に発売されたアナログシングルからピックアップされCDシングル化された（後述：「木枯しの季節/涙あふれて（再発シングル）」）。

## 収録曲
| 全作詞・作曲: 浜田省吾。 |                            |           |            |          |      |
| #                        | タイトル                   | 作詞      | 作曲・編曲 | 編曲     | 時間 |
| 1.                       | 「木枯しの季節」           | 浜田省吾  | 浜田省吾   | 星勝     | 3:43 |
| 2.                       | 「独りぼっちのハイウェイ」 | 浜田省吾  | 浜田省吾   | 高中正義 | 3:21 |
| 合計時間:                | 合計時間:                  | 合計時間: | 7:04       |          |      |

## 木枯しの季節/涙あふれて（再発シングル）
1989年3月21日、CBS・ソニー発足20周年記念「Platinum Single Series」により、過去に発売されたアナログ・シングルからピックアップされ8cmCDシングル化された。その際、5thシングル「涙あふれて」との両A面シングルとなった。
2005年3月24日と2021年6月23日に、マキシシングルとしてリサイズされ復刻された。
ジャケットは、1983年に発売されたアルバム『Sand Castle』の裏ジャケットで使われている写真の別バージョンを使用した新しいジャケットとなっている。

### 収録曲
| #         | タイトル         | 作詞      | 作曲・編曲 | 編曲     | 時間 |
| --------- | ---------------- | --------- | ---------- | -------- | ---- |
| 1.        | 「木枯しの季節」 |           |            | 星勝     | 3:41 |
| 2.        | 「涙あふれて」   |           |            | 水谷公生 | 3:33 |
| 合計時間: | 合計時間:        | 合計時間: | 7:14       |          |      |

### 参加ミュージシャン
| 木枯しの季節 - Worlds and Music by 浜田省吾 - Arranged by 星勝 - Drums：正木五朗 - Bass：Masahiro Naruse - Keyboards：中西康晴 - Electric Guitar：椎名和夫 | 涙あふれて - Worlds and Music by 浜田省吾 - Arranged by 水谷公生 - Drums：Robert Brill - Bass：岡沢茂 - Keyboards：佐藤準 - Guitar：水谷公生 - Acoustic Guitar：笛吹利明 - Percussion：斉藤ノブ |